# Кюпперс, Ханс
Ханс Кю́пперс (нем. Hans Küppers; 24 декабря 1938, Эссен, Рейнская провинция — 15 декабря 2021) — западногерманский футболист, играл на позиции полузащитника.

## Биография

### Клубная карьера
Кюпперс начал карьеру в клубе «Шварц-Вайс» из Эссена. В составе «Шварц-Вайс» он играл в течение четырёх сезонов, выиграв в 1959 году с этим клубом Кубок Германии. 
В 1961 году перешёл в состав «Мюнхен 1860», в котором играл на протяжении семи сезонов и стал ключевым игроком мюнхенского клуба. В составе «львов» Кюпперс выиграл Кубок Германии в 1964 году и чемпионский титул в 1966 году. Помимо внутренних успехов, «львы» в 1965 году дошли до финала Кубка обладателей кубков УЕФА, где проиграли английскому «Вест Хэму» со счётом 2:0. Всего суммарно Кюпперс сыграл за «Мюнхен 1860» 177 матчей, из них 120 в Первой Бундеслиге. В 1968 году перешёл в «Нюрнберг», в котором играл в течение одного сезона и уехал в Австрию. 
В Австрии играл за «Тироль» из Ваттенса и инсбрукский «Ваккер». Закончил карьеру в Швейцарии, где играл за «Лугано».

### Карьера в сборной
В составе сборной ФРГ сыграл 7 матчей и забил 2 гола.

### Смерть
Скончался 15 декабря 2021 года в возрасте 82 лет от инсульта.

## Достижения
«Шварц-Вайс»
- Обладатель Кубка Германии (1) : 1958/59

«Мюнхен 1860»
- Чемпион Германии (1) : 1965/66
- Обладатель Кубка Германии (1) : 1963/64
- Финалист Кубка кубков УЕФА: 1965